# Kanton Saint-Dié-des-Vosges-Ouest
Der Kanton Saint-Dié-des-Vosges-Ouest war von 1982 bis 2015 ein französischer Wahlkreis im Arrondissement Saint-Dié-des-Vosges, im Département Vosges und in der Region Lothringen; sein Hauptort war Saint-Dié-des-Vosges.

## Lage
Der Kanton lag im Osten des Départements Vosges. 

Lage des Kantons Saint-Dié-des-Vosges-Ouest innerhalb des Arrondissements Saint-Dié-des-Vosges
Lage des Kantons Saint-Dié-des-Vosges-Ouest innerhalb des Départements Vosges

## Gemeinden
Der Kanton bestand aus fünf Gemeinden und einem Teil der Stadt Saint-Dié-des-Vosges (angegeben ist hier die Gesamtfläche und Gesamteinwohnerzahl der Stadt; im Kanton lebten 11.754 Einwohner der Stadt):
| Gemeinde                 | Einwohner Jahr | Fläche km² | Bevölkerungsdichte | Code INSEE | Postleitzahl |
| ------------------------ | -------------- | ---------- | ------------------ | ---------- | ------------ |
| La Bourgonce             | 898 (2013)     | 16,56      | 54 Einw./km²       | 88068      | 88470        |
| Saint-Dié-des-Vosges     | 20.471 (2013)  | 46,15      | 444 Einw./km²      | 88413      | 88100        |
| Saint-Michel-sur-Meurthe | 1.977 (2013)   | 15,54      | 127 Einw./km²      | 88428      | 88470        |
| La Salle                 | 431 (2013)     | 4,71       | 92 Einw./km²       | 88438      | 88470        |
| Taintrux                 | 1.570 (2013)   | 31,69      | 50 Einw./km²       | 88463      | 88100        |
| La Voivre                | 712 (2013)     | 5,86       | 122 Einw./km²      | 88519      | 88470        |

## Bevölkerungsentwicklung
| 1990   | 1999   | 2006   | 2012   |
| ------ | ------ | ------ | ------ |
| 17.673 | 17.732 | 18.162 | 17.391 |